# Boldești-Scăeni
Boldești-Scăeni (scris uneori și Boldești-Scăieni) este un oraș în județul Prahova, Muntenia, România, format din localitățile componente Boldești-Scăeni (reședința) și Seciu. Are o populație de 11.491 de locuitori.

## Geografie

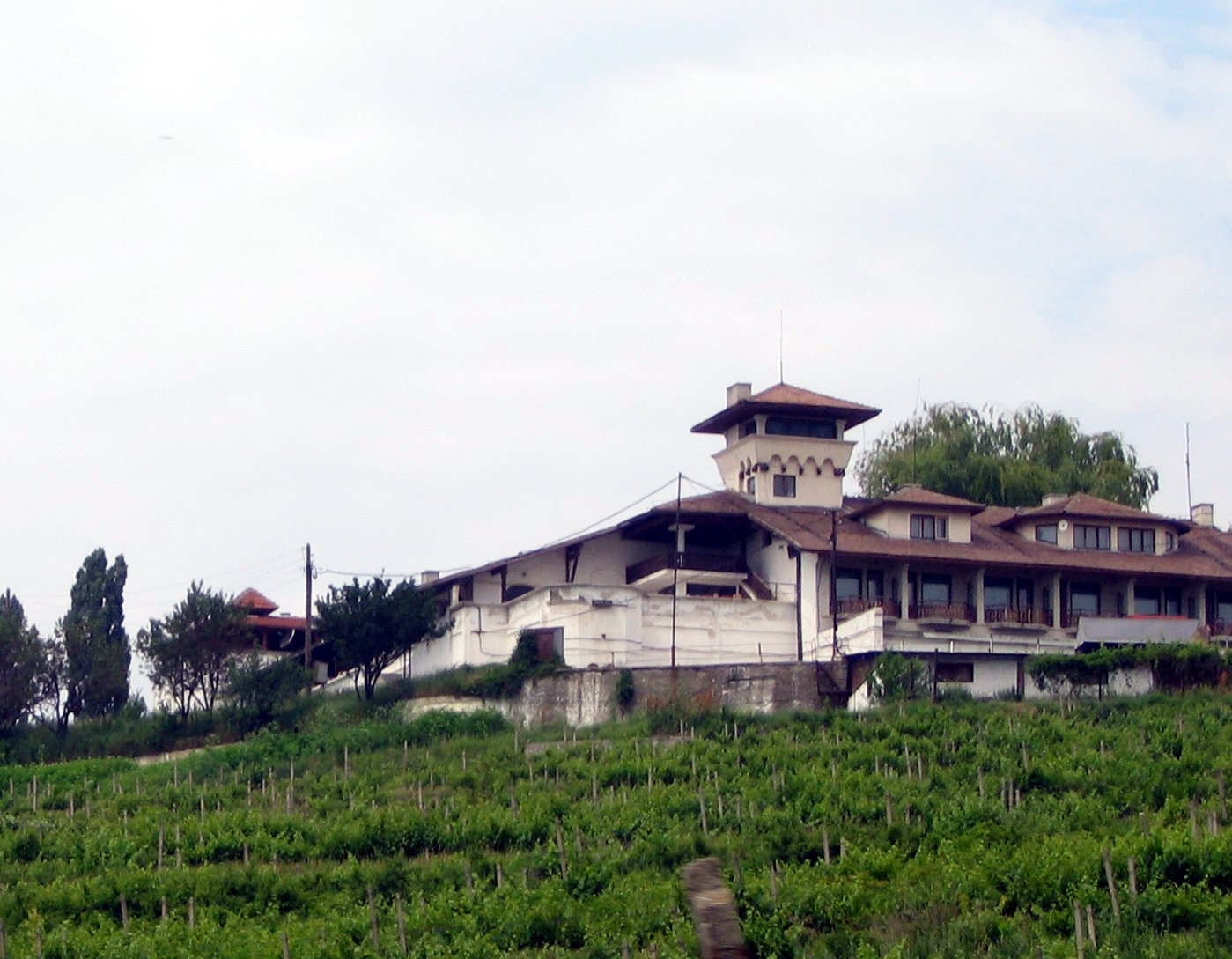
Crama Seciu, înconjurată de vii, aflată în apropierea unuia din cele mai înalte dealuri de pe teritoriul orașului, la altitudine.

Orașul se află pe malul stâng al râului Teleajen, care formează limita sa vestică cu Păulești, principalele zone locuite ocupând terasele acestui râu. Înspre est, din câmpia piemontană a Ploieștiului, prelungită pe valea Teleajenului, se ridică anticlinalul Boldești, care formează două dealuri principale, Bucovelul și Seciu, pe ultimul dintre ele aflându-se localitatea cu același nume, aparținătoare orașului. Cel mai înalt punct al orașului este vârful dealului Hârsa, cu 408 m altitudine, un alt punct înalt, apropiat de centrul orașului, fiind aflat în apropierea cramei Seciu, la 406 m. Dealul Seciu este parțial cultivat cu viță-de-vie și livezi de pruni, restul fiind acoperit cu păduri de foioase. Versantul sudic al dealului, împreună cu terasa Teleajenului din zona respectivă și cu dealul Scăeni (o prelungire spre sud a dealului Seciu) sunt o zonă de extracție a petrolului.

### Transporturi și infrastructură

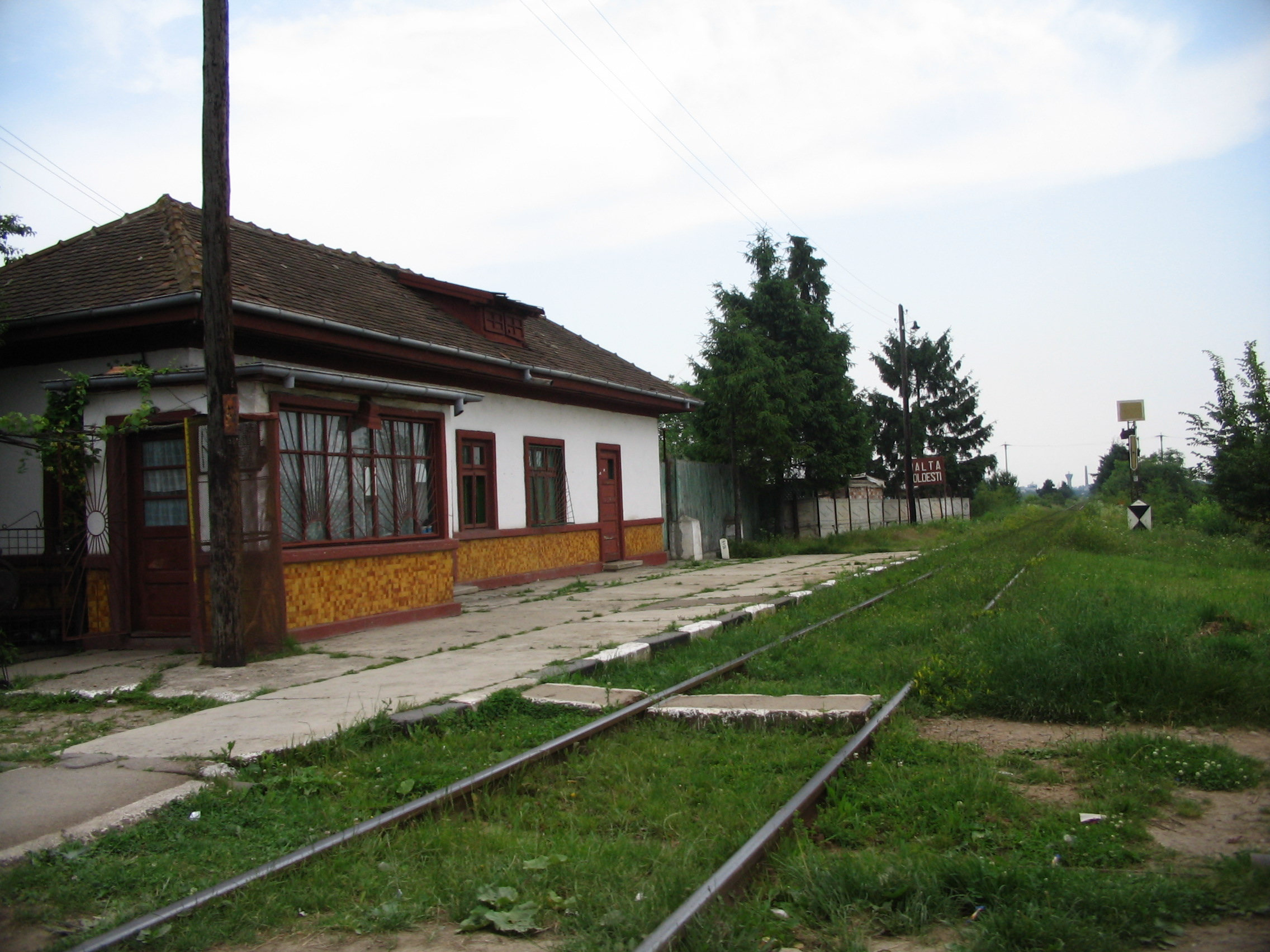
Halta Boldești, una dintre cele două stații de cale ferată ale orașului, pe linia Ploiești-Măneciu

Principala cale de comunicație ce străbate orașul este șoseaua națională DN1A, care trece prin cartierul Scăeni și foarte puțin prin sud-vestul Boldeștiului, și leagă Ploieștiul de Brașov prin Vălenii de Munte. Din DN1A, se ramifică la Boldești-Scăeni trei drumuri județene: DJ236 și DJ250 duc către Bucov, spre DN1B, unul prin parcul Constantin Stere și altul pe lângă satul Pleașa. Al treilea drum județean, DJ232, duce către Plopu prin localitatea Seciu. Pe lângă DN1A, trece și calea ferată Ploiești Sud-Măneciu, pe care orașul este deservit de gara Scăeni și halta Boldești.

## Demografie
Componența etnică a orașului Boldești-Scăeni
     Români (82,72%)
     Romi (7,48%)
     Alte etnii (0,04%)
     Necunoscută (9,77%)
Componența confesională a orașului Boldești-Scăeni
     Ortodocși (82,98%)
     Creștini după evanghelie (4,11%)
     Alte religii (2,32%)
     Necunoscută (10,59%)
Conform recensământului efectuat în 2021, populația orașului Boldești-Scăeni se ridică la 10.298 de locuitori, în scădere față de recensământul anterior din 2011, când fuseseră înregistrați 11.137 de locuitori. Majoritatea locuitorilor sunt români (82,72%), cu o minoritate de romi (7,48%), iar pentru 9,77% nu se cunoaște apartenența etnică. Din punct de vedere confesional, majoritatea locuitorilor sunt ortodocși (82,98%), cu o minoritate de creștini după evanghelie (4,11%), iar pentru 10,59% nu se cunoaște apartenența confesională.
|  | Graficele sunt indisponibile din cauza unor probleme tehnice. Mai multe informații se găsesc la Phabricator și la wiki-ul MediaWiki. |

Date: Recensăminte sau birourile de statistică - grafică realizată de Wikipedia

## Politică și administrație
Orașul Boldești-Scăeni este administrat de un primar și un consiliu local compus din 17 consilieri. Primarul, Florin-Ionuț Dincă[*], de la Partidul Național Liberal, este în funcție din 1 noiembrie 2024. Începând cu alegerile locale din 2024, consiliul local are următoarea componență pe partide politice:
|  | Partid                          | Consilieri | Componența Consiliului | Componența Consiliului | Componența Consiliului | Componența Consiliului | Componența Consiliului | Componența Consiliului | Componența Consiliului | Componența Consiliului |
|  | ------------------------------- | ---------- | ---------------------- | ---------------------- | ---------------------- | ---------------------- | ---------------------- | ---------------------- | ---------------------- | ---------------------- |
|  | Partidul Național Liberal       | 8          |                        |                        |                        |                        |                        |                        |                        |                        |
|  | Alianța pentru Unirea Românilor | 4          |                        |                        |                        |                        |                        |                        |                        |                        |
|  | Partidul Social Democrat        | 4          |                        |                        |                        |                        |                        |                        |                        |                        |
|  | Partidul Mișcarea Populară      | 1          |                        |                        |                        |                        |                        |                        |                        |                        |

## Istorie

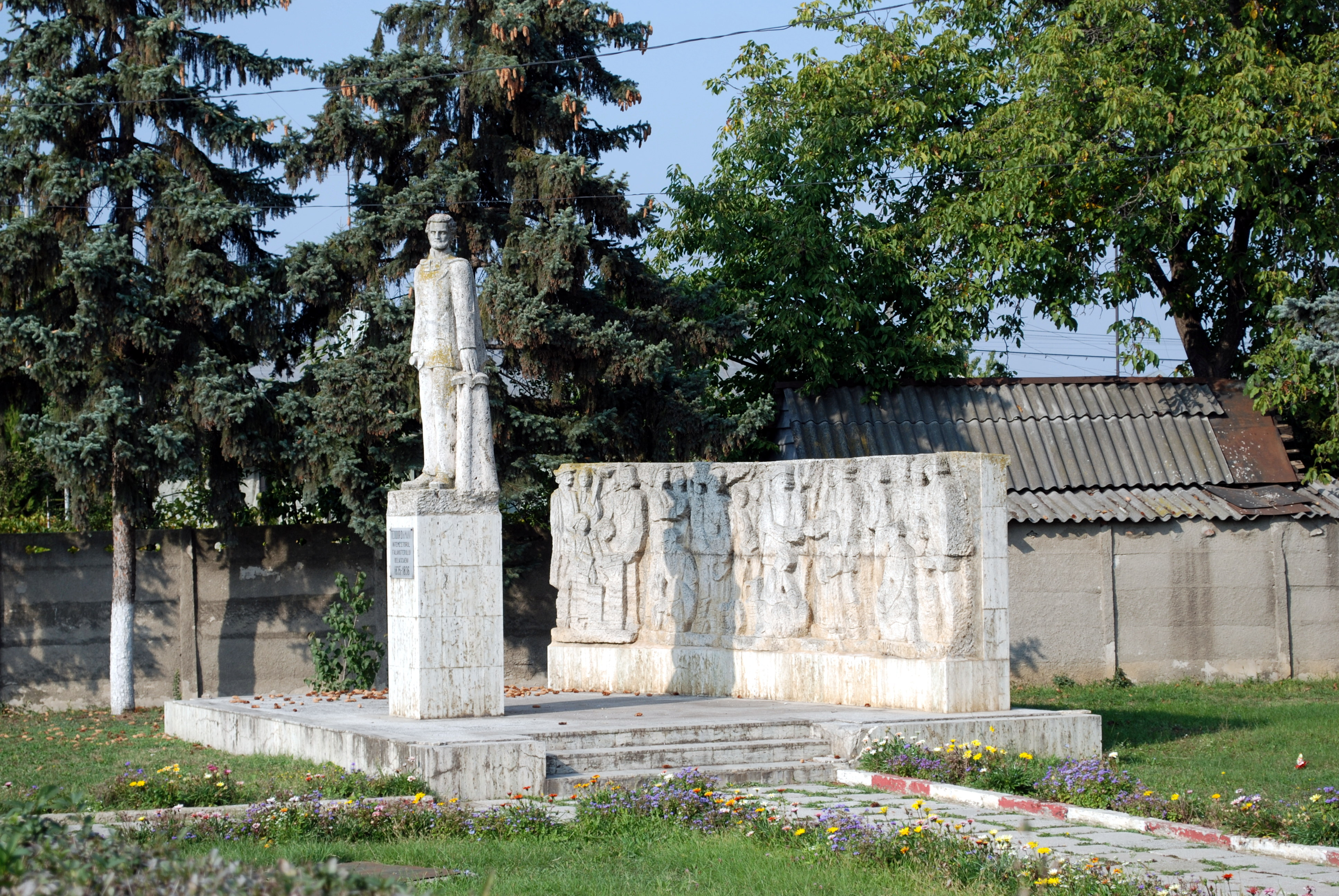
Statuia lui Teodor Diamant de lângă gara Scăeni.

Orașul actual a rezultat din unirea comunelor satelor Boldești (atestat documentar în 1503) și Scăeni (Scăieni, Scăiani sau Scăuiani, menționat documentar în 1543) 17 februarie 1968.

### Falansterul din Scăeni
În 1835, pe moșia vărului său, Emanoil („Manolache”) Bălăceanu din Scăeni, socialistul utopic Teodor Diamant a încercat să realizeze un falanster fourierist, intitulat „Societatea agronomică și manufacturieră” sau „Colonia soților agronomi”. Diamant i-a promis lui Bălăceanu falansterul ca model de eficientizare a muncii pe moșie, pentru a-l ajuta pe acesta să iasă din problemele financiare pe care le avea, pe fondul unui conflict cu fostul său arendaș Teodor Zaplan. Astfel, pentru a evita plata unor despăgubiri către Zaplan, Bălăceanu a acceptat să dea pământul în arendă unor familii pe care Diamant le-a organizat pe principiile fourieriste. Cele 60 de familii (la început, doar 10) care au constituit societatea după modelul formulat de Charles Fourier care necesita peste 1600 de familii); ei munceau 8 ore pe zi, 7 zile pe săptămână. Deși a introdus anumite elemente progresiste la vremea aceea (ziua de muncă de 8 ore, egalitatea între sexe, o încercare de furnizare a educației pentru copii, eliberarea robilor țigani de pe moșie — ultima făcută cu scopul practic de a crește numărul familiilor asociate în falanster), un an mai târziu, societatea s-a soldat cu un eșec, productivitatea promisă neconcretizându-se, în parte și pentru că Bălăceanu nu a investit în fermă banii proveniți de la arendași. Societatea a fost desființată după ce arendașii au deschis ei înșiși procese împotriva lui Bălăceanu, plângându-se de lipsa beneficiilor promise și de condițiile grele de muncă și de trai. Propaganda comunistă a elogiat acest experiment, realizând în 1979 și filmul artistic Falansterul, cu Adrian Pintea și Liviu Ciulei, regizat de Savel Stiopul.

### Comunele Boldești și Scăeni în prima jumătate a secolului al XX-lea
În 1898, pe actualul teritoriu al orașului existau încă două comune separate, Boldești și Scăeni, aparținătoare plasei Podgoria din Județul Prahova. Comuna Boldești era formată din 4 cătune: Boldești (denumit în trecut Boldești-Vechi), Lipănești, Seciu și Șipotu, având în total 1882 de locuitori. În satele care alcătuiesc astăzi orașul, existau două biserici, una în Boldești construită de Gheorghe Boldescu la 1812 și una în Seciu, construită de localnici în 1801. Locuitorii comunei se ocupau cu agricultura și creșterea vitelor, fiind în mare parte moșneni sau țărani împroprietăriți la 1864 pe moșiile Boldești, Lipănești și a Eforiei Spitalelor Civile. Se cultiva grâu și porumb, iar în zonele mai înalte de pe dealul Seciu se aflau, ca și astăzi, livezi de pruni și podgorii de viță de vie. Școala la care învățau copiii din comună se afla în cătunul Șipotu (astăzi, în comuna Lipănești).
Comuna Scăeni era formată din cătunele Scăeni și Balaca (fost Valea Căpușeștilor), având 657 de locuitori în total în 1892 (389 în Scăeni și 268 în Balaca), o școală cu 82 de elevi, o fabrică de hârtie de paie și două biserici: una în Scăeni, construită în 1850–1855 de Constantin Sterienescu din Ștefești, preotul Iancu, Sava Bălăceanu (proprietarul moșiei Scăeni) și alți ctitori din Ploiești; și o alta în Balaca, zidită de familia Cantacuzino la 1797 și refăcută de Grigore Filipescu la 1840.
Anuarul Socec din 1925 consemnează comuna Boldești cu 3160 de locuitori, în vreme ce comuna Scăeni avea 1260 de locuitori. În 1931, se oficializează apariția satelor Satu Nou și Zamfira în comuna Boldești.

### Unificarea și urbanizarea comunelor
După desființarea județului în 1950, ele au trecut în raionul Ploiești al regiunii Prahova și apoi al regiunii Ploiești. În 1968, datorită industrializării prezente prin extracția petrolului și prezența fabricii de hârtie, s-a luat hotărârea înființării în zonă a unui oraș. Astfel, satele Boldești, Scăeni și Balaca au fost comasate într-o singură localitate urbană, care a devenit centrul noului oraș Boldești-Scăeni, iar Seciu a rămas localitate separată, administrată de oraș. Satele Lipănești, Șipotu, Satu Nou și Zamfira ale comunei Boldești au devenit nucleul noii comune Lipănești.

## Monumente istorice

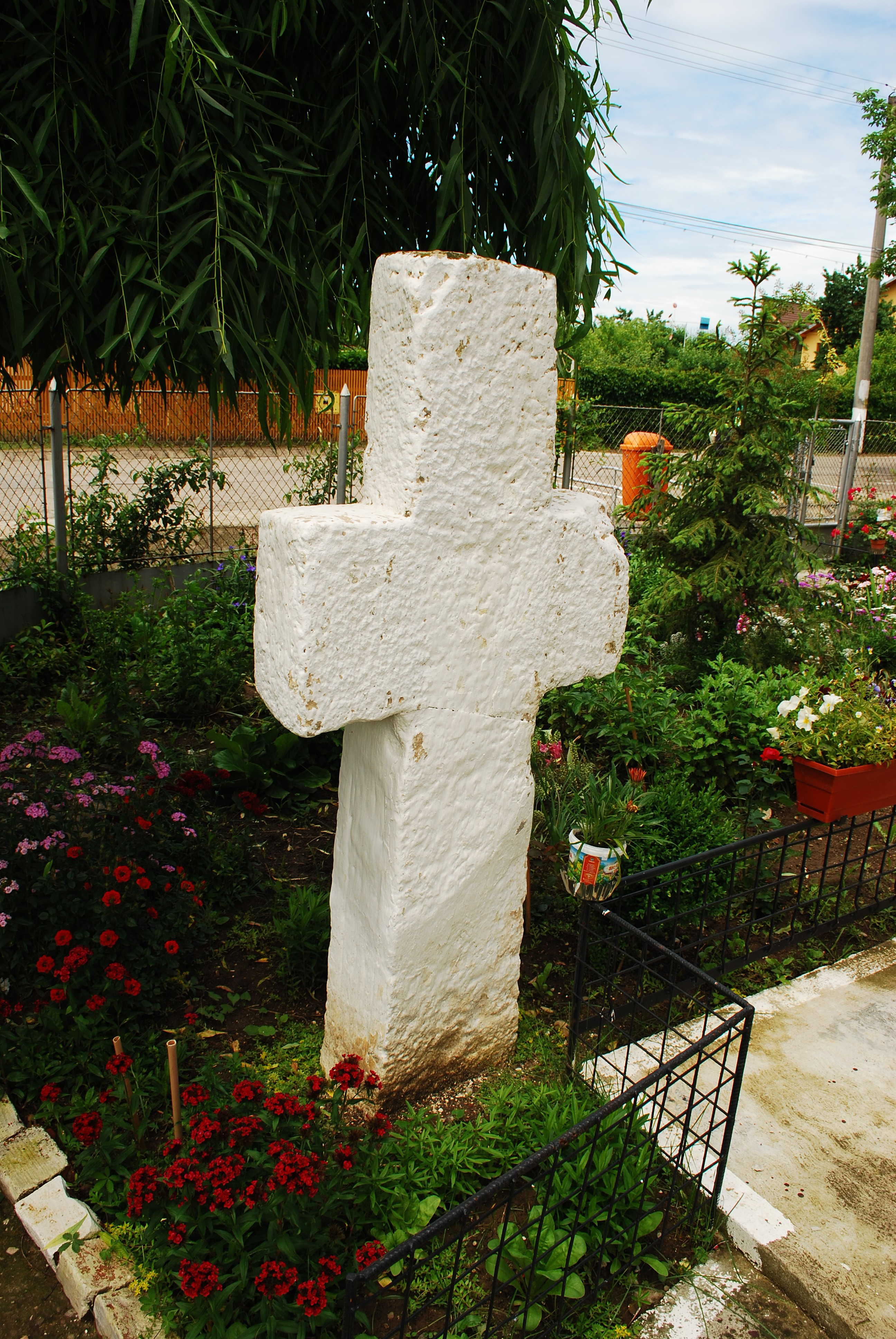
Crucea de pomenire din piatră, aflată în curtea bisericii Adormirea Maicii Domnului din Scăeni

Lista monumentelor istorice din orașul Boldești-Scăeni cuprinde 6 monumente istorice, 3 în localitatea Seciu și 3 în orașul propriu-zis. Unul singur dintre ele este clasificat ca monument de importanță națională, acela fiind casa Rusescu din Seciu, construită în 1826. Restul sunt de importanță locală. Acestea sunt: situl arheologic „La Pompieri”, din Seciu, ce reprezintă așezarea neolitică din cultura Gumelnița; două sunt monumente de arhitectură (unul se referă la ruinele bisericii Sf. Mihail și Gavril din cartierul Boldești, construită în 1812 și căzută la cutremurul din 1977, și celălalt este biserica Sf. Treime din Seciu, datând din secolul al XVIII-lea și reconstruită în 1802); un monument de for public, statuia lui Teodor Diamant de lângă gara Scăeni; și un monument memorial — crucea de piatră din curtea bisericii Adormirea Maicii Domnului din cartierul Scăeni.

## Economie
În trecut, a existat în această regiune o puternică industrie locală, reprezentată de fabrica de geamuri Scăeni, fabrica de mucava Cahiro, Artema Plast, o întreprindere de ambalaje din mase plastice, exploatarea de petrol Boldești (aflată în proprietatea companiei OMV, care o exploatează prin schela de petrol Băicoi). Primele două întreprinderi au dispărut.
Orașul dispune de numeroase resurse naturale cum ar fi: hidrocarburi (petrol), materiale de construcții și material lemnos. Forța de muncă calificată din zonă este specializată în domeniul petrolier, construcții, prelucrarea celulozei, agrozootehnie, viticultură.
În orașul Boldești-Scăieni, aproape jumătate din suprafața agricolă extravilană este cultivată cu viță-de-vie.

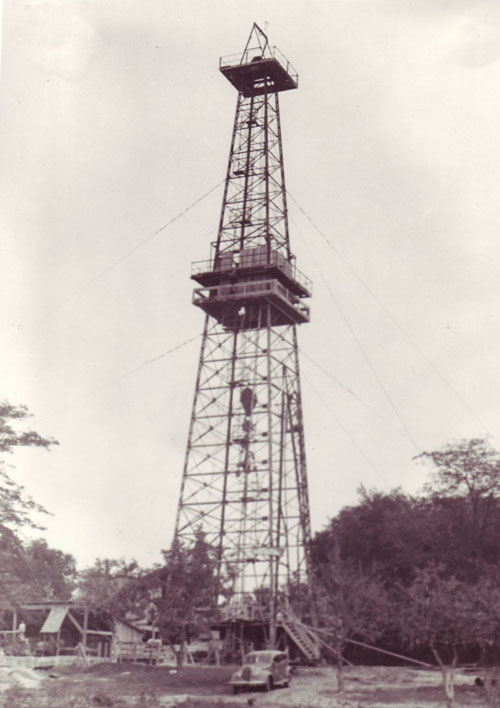
Sondă la schela de petrol Boldești (1952)
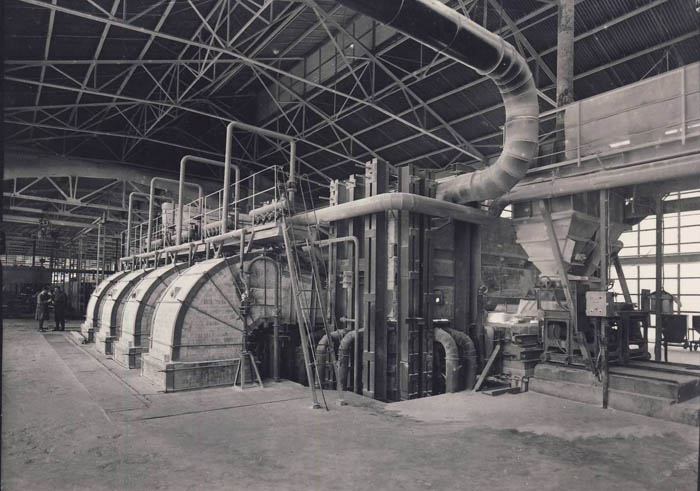
Fabrica de geamuri Scăeni (1969)
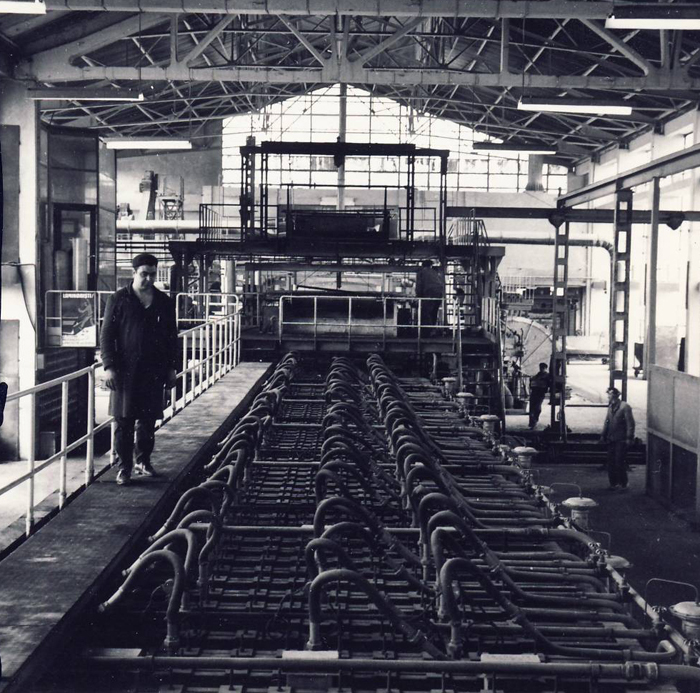
Fabrica de geamuri, linia de geamuri laminate

## Personalități
- Cristian Petru Bălan, profesor, poet, romancier, traducător și artist plastic (autorul unor statui din oraș), originar din Sibiu, Transilvania, a trăit la Boldești-Scăeni și a scris monografia folosită ca referință bibliografică inclusiv la scrierea acestui articol. În 1967, profesorul de istorie Cristian Petru Bălan a înaintat președintelui României de atunci, Nicolae Ceaușescu,  propunerea ca localitățile industriale Boldești și Scăeni să fuzioneze într-un oraș nou.. Profesorul a fost invitat la Comitetul de Partid  din Ploiești unde i s-a comunicat că cererea i-a fost luată în seamă și un an mai târziu, în luna mai 1968, s-a proclamat orașul  Boldești-Scăeni, pentru care  scriitorul, în calitate de bun cunoscător al istoriei celor două localități, a fost recomandat să stabilească nomenclatura tuturor străzilor noului oraș. În calitate de sculptor și pictor, Cristian Petru Bălan a lucrat câteva sculpturi importante, unice în felul lor, postate în locuri publice din noul oraș. Cea mai cunoscută în toată țara este „Statuia Libertății”, o copie fidelă a marii statui americane de la New York. De fapt, ea a devenit în prezent un simbol al întregului oraș. Se știe că nu mai există o altă copie similară  în tot estul Europei. De asemenea, Cristian Petru Bălan a  sculptat busturile poetului național Mihai Eminescu, pus pe același soclu cu bustul poetei Veronica Micle, ambele lucrări aflându-se în fața Casei de cultură „Mihai Eminescu” din oraș.. Pe aceeași stradă,  artistul local a ridicat un mare monument de oțel intitulat „Rupătorul de geam”, spre a aminti că la Scăeni  s-a aflat cea mai mare fabrică de geamuri din Europa, care a fost demolată. În centrul Boldeștiului, respectivul profesor a completat  Monumentul Eroilor cu unele figurine sculpturale care au înfrumusețat acea importantă lucrare. Cristian Petru Bălan, domiciliază în prezent în Chicago, Statele Unite, de unde vine anual în țară unde a lansat peste treizeci de cărți (romane, nuvele, poezii, teatru, scenarii de filme, dicționare ș.a., printre care și „Monografia orașului Boldești-Scăeni”- în (2007). Pentru aceste activități, profesorul a primit titlul de Cetățean de onoare al orașului”. În prezent este membru titular al „Uniunii Scriitorilor din România”,  al „Academiei Româno-Americană de Științe și Artă” și al „Academiei Româno-Australiene””. A primit nenumărate premii, medalii, diplome de excelență și  a ținut conferințe la radio și televiziune. (La Chicago a înființat primul program de televiziune în limba română, unde, nu o dată, a vorbit și despre orașul Boldești-Scăeni).
- Bogdan Albulescu,actor de film și de teatru. A jucat în mai multe producții cum ar fi :O nouă viață , Fructul oprit sau Aniela;
- Valeriu Răchită (n. 1970), fotbalist.